# 존 필드 (청교도인)
존 필드(John Field; 1545년 - 1588년)는 영국의 청교도 목회자이며, 토머스 카트라이트의 제자이다.
영국 국교회에 저항하여 8년동안 설교하는 권리를 박탈당하였다. 통일령의 변경을 요구하였는 데, 특히, 로마 가톨릭적인 요소가 영국에서 행해지고 있는 것에 반박하였다.
1571년 6월에 토머스 윌콕스와 '국회에 보내는 탄원서'라는 소책자를 출판했다. 이 책의 내용 중에는 '대주교와 주교는 성경을 반대하는 악마적'이라는 표현이 있었는 데, 이것은 토마스 노튼과 테오도르 베자의 걱정을 야기시켰다. 하지만, 결과로 장로교주의가 엘리자베스시대에 영향을 끼치는 계기가 되었다.
1572년에 '영국 교회에 아직 남아있는 교황적 남용에 대한 관점'의 논문을 발표하였다.
대주교 존 휫트기프트재임시 장로교적 정치체제를 갖는 교회를 조직하였다.